# Pieve di Coriano
Pieve di Coriano ist eine Fraktion der norditalienischen Gemeinde (comune) Borgo Mantovano in der Provinz Mantua in der Lombardei. Die Gemeinde hatte zuletzt 1033 Einwohner (Stand 31. Dezember 2016). Pieve di Coriano liegt etwa 28 Kilometer südwestlich von Mantua südlich des Po.

## Geschichte
Die Kirche von Pieve di Coriano wurde 1082 errichtet. 
Die Gemeinde Pieve di Coriano wurde am 1. Januar 2018 mit Villa Poma und Revere zur neuen Gemeinde Borgo Mantovano zusammengeschlossen.

## Verkehr
Durch das Gebiet der ehemaligen Gemeinde führt die Strada Statale 12 dell’Abetone e del Brennero von Pisa zum Brennerpass.